# 22 Korpus Armijny Federacji Rosyjskiej
22 Korpus Armijny Federacji Rosyjskiej ros. 22-й армейский корпус - zgrupowanie wojsk Federacji Rosyjskiej.
Został sformowany jako 22 Korpus Armijny Floty Czarnomorskiej 1 grudnia 2016 w ramach Południowego Okręgu Wojskowego.
Dowódca: generał lejtnant Arkadij Marzojew (ros. Аркадий Васильевич Марзоев).